# The Hobbit (filmtrilogie)
The Hobbit is een driedelige high-fantasy-avonturenfilmserie geregisseerd en geproduceerd door Peter Jackson gebaseerd op het fantasy-boek De Hobbit uit 1937, door J.R.R. Tolkien. De serie is onderverdeeld in drie films, genaamd: The Hobbit: An Unexpected Journey (2012), The Hobbit: The Desolation of Smaug (2013) en The Hobbit: The Battle of the Five Armies (2014). Net als Tolkiens boek wordt de Hobbit gezien als een prequel op Jacksons eerdere verfilmingen van The Lord of the Rings.
Verschillende acteurs keerden terug in hun rollen als deze die ze hadden in The Lord of the Rings, zoals Ian McKellen, Andy Serkis, Ian Holm en Hugo Weaving, maar ook acteurs met rollen die oorspronkelijk niet in het boek voorkomen zoals Cate Blanchett, Christopher Lee, Elijah Wood en Orlando Bloom. Ook terugkerend waren onder anderen co-schrijvers Fran Walsh en Philippa Boyens, illustrators John Howe en Alan Lee, artdirector Dan Hennah, director of photography Andrew Lesnie, en componist Howard Shore. Net als bij de originele trilogie werden de maskers en pakken gemaakt door Weta Workshop, en de visuele effecten door Weta Digital. De belangrijkste nieuwe rol in de filmreeks is de deelname van Guillermo del Toro, oorspronkelijk gekozen als regisseur, later als co-schrijver.
De films spelen zich af in de wereld van Midden-aarde, en gaan over de hobbit Bilbo Balings (Martin Freeman), gekozen door de istar Gandalf (Ian McKellen), die deelneemt aan een queeste met dertien dwergen onder leiding van Thorin Eikenschild (Richard Armitage), om hun thuisland terug te roven van de draak Smaug (Benedict Cumberbatch).
De eerste film in de serie ging in première in het Embassy Theatre in Wellington, Nieuw-Zeeland op 28 november 2012. 100.000 mensen stonden aan de rode loper op Courteney Place, en het hele evenement werd live uitgezonden op de Nieuw-Zeelandse tv en werd verspreid over het Internet. De tweede film ging in première op 2 december 2013, in het Dolby Theatre in Los Angeles, Verenigde Staten.

## De films
De films in de trilogie zijn:
- The Hobbit: An Unexpected Journey (uitgebracht 14 december 2012)
- The Hobbit: The Desolation of Smaug (uitgebracht 11 december 2013)
- The Hobbit: The Battle of the Five Armies (uitgebracht 10 december 2014)

## Ontwikkeling
Peter Jackson en Fran Walsh maakten in 1995 voor het eerst bekend interesse te hebben in een verfilming van The Hobbit. Destijds was het plan om een filmtrilogie te maken met The Hobbit als basis voor de eerste film, en The Lord of the Rings als basis voor de andere twee films. Er ontstonden problemen toen bleek dat de productierechten op The Hobbit bij Saul Zaentz lagen, en de distributierechten bij United Artists. United Artists hield deze rechten vast, daar ze in de veronderstelling verkeerden dat filmproducenten liever The Hobbit dan The Lord of the Rings zouden willen verfilmen. Omdat Jackson en zijn producent Harvey Weinstein de rechten niet konden kopen, liet Jackson de Hobbit voor wat het was en focuste eerst op The Lord of the Rings. Uiteindelijk werd The Lord of the Rings geproduceerd door New Line Cinema. De rechten op The Hobbit zouden in 2010 komen te vervallen. In september 2006 toonde Metro-Goldwyn-Mayer, die nu eigenaar was van UA, interesse in een samenwerking met New Line en Jackson om The Hobbit the produceren.
In maart 2005 zorgde een rechtszaak tussen Jackson en New Line betreffende inkomsten van The Fellowship of the Ring voor een  breuk tussen de twee. New Line wilde Jackson niet toestaan ooit nog een film voor hen te regisseren. Hierop trok Harry Sloan, directeur van MGM, tijdelijk de stekker uit het project omdat hij wilde dat Jackson wel bij de productie zou worden betrokken. Op 16 december 2007 maakten MGM en New Line bekend dat Jackson uitvoerend producent zou worden van The Hobbit. De twee studio’s zouden de films samen financieren. In april 2008 begon het project vorm te krijgen. Guillermo del Toro werd benaderd als regisseur. In augustus 2008 begon de voorproductie van de films. Del Toro, Jackson, Walsh en Philippa Boyens werkten samen aan de scripts. Het budget voor iedere film werd vastgesteld op 150 miljoen dollar.
Del Toro en Jackson hadden een goede werkrelatie. De twee deelden onder andere hun passie voor gebruik van schaalmodellen en achtergronddoeken. Wel wilde Del Toro meer gebruikmaken van animatronics.  Del Toro was van mening dat hij de films goed zelf kon regisseren. Wel had Del Toro enkele andere opvattingen dan Jackson. Zo wilde hij onder andere dat de dieren in de film konden spreken om zo de draak Smaug ook dialoog te kunnen geven. Ook schreef hij de rol van Beorn met acteur Ron Perlman in gedachten voor de rol. Doordat het project steeds meer vertraging opliep (o.a. door financieringsproblemen), verliet Del Toro in 2010 de crew. Hierop begon Jackson opnieuw te onderhandelen met New Line, en op 5 oktober 2010 kreeg hij toch nog de regie van de films toegewezen.
Lange tijd was het de bedoeling dat The Hobbit een tweeluik zou worden. MGM wilde daarnaast nog een derde film die zich tussen The Hobbit en The Lord of the Rings af zou spelen, maar die plannen werden in de ijskast gezet toen besloten werd het tweeluik tot een trilogie uit te breiden. Uiteindelijk liepen de productiekosten op tot 675 miljoen dollar.
Om tot een trilogie te komen werd het originele verhaal uit het boek flink aangevuld met nieuwe details. Jackson greep deze extra scènes aan om het verhaal verder uit te diepen. Volgens hem zat het originele verhaal vol momenten waar een van de hoofdpersonen (zoals Gandalf) de groep tijdelijk verlaat, en later weer terugkeert zonder verklaring over waar hij in de tussentijd geweest is. Ook konden de extra scènes worden benut om The Hobbit en The Lord of the Rings nauwer op 
elkaar aan te laten sluiten, door personages uit The Lord of the Rings die in het boek The Hobbit niet voorkwamen toch een rol te geven in de films. Onder andere Galadriel en Saruman werden als extra personages toegevoegd aan de eerste film, en het personage Radagast kreeg een veel grotere rol in de verfilming.

### Rolbezetting
| Personage                | Acteur               |
| ------------------------ | -------------------- |
| Bilbo Balings            | Martin Freeman       |
| Oude Bilbo Balings       | Ian Holm             |
| Gandalf                  | Ian McKellen         |
| Thorin Eikenschild       | Richard Armitage     |
| Kíli                     | Aidan Turner         |
| Fíli                     | Dean O'Gorman        |
| Balin                    | Ken Stott            |
| Dwalin                   | Graham McTavish      |
| Dori                     | Mark Hadlow          |
| Nori                     | Jed Brophy           |
| Ori                      | Adam Brown           |
| Óin                      | John Callen          |
| Glóin                    | Peter Hambleton      |
| Bifur                    | William Kircher      |
| Bofur                    | James Nesbitt        |
| Bombur                   | Stephen Hunter       |
| Tauriel                  | Evangeline Lilly     |
| Legolas                  | Orlando Bloom        |
| Thranduil                | Lee Pace             |
| Dain                     | Billy Connolly       |
| Galadriel                | Cate Blanchett       |
| Radagast                 | Sylvester McCoy      |
| Beorn                    | Mikael Persbrandt    |
| Saruman                  | Christopher Lee      |
| Elrond                   | Hugo Weaving         |
| Frodo Balings            | Elijah Wood          |
| Gollem                   | Andy Serkis          |
| Thrór                    | Jeffrey Thomas       |
| Thráin II                | Mike Mizarhi         |
| Thrain                   | Antony Sher          |
| Lindir                   | Bret McKenzie        |
| Heer van Meerstad        | Stephen Fry          |
| Alfrid                   | Ryan Gage            |
| Stem van Smaug en Sauron | Benedict Cumberbatch |
| Grote Aardman            | Barry Humphries      |
| Azog                     | Manu Bennett         |
| Bolg                     | Conan Stevens        |
| Bolg                     | Lawrence Makoare     |
| Bolg                     | John Tui             |
| Bard de Boogschutter     | Luke Evans           |
| Bain                     | John Bell            |
| Sigrid                   | Mary Nesbitt         |
| Tilda                    | Peggy Nesbitt        |
| Musical Elf              | Jarred Blakiston     |
| Elf                      | Andrew Fitzsimons    |
| Thranduil's Lieutenant   | Branden Casey        |
| Thranduil's Lieutenant   | Cameron Jones        |
| Galion                   | Craig Hall           |
| Elros                    | Robin Kerr           |
| Lethuin                  | Eli Kent             |
| Feren                    | Simon London         |
| Braga                    | Michael Mitchinson   |
| Narzug                   | Ben Mitchell         |
| Fimbul                   | Stephen Ure          |

## Opnames
De proefopnames begonnen op 21 maart 2011 in Wellington, Nieuw-Zeeland. In juli 2011 werd er gefilmd in de Pinewood Studios in Engeland. De opnames werden op 6 juli 2012 afgerond. In totaal was er gedurende 266 dagen gefilmd.

### Locaties
Scènes op locatie werden onder andere op de volgende plaatsen opgenomen:
| Fictieve locatie | Specifieke locatie in Nieuw-Zeeland | Globaal gebied in Nieuw-Zeeland |
| ---------------- | ----------------------------------- | ------------------------------- |
|                  | Aratiatia Spillway                  | Taupo                           |
|                  | Braemar Station                     | Tekapo                          |
|                  | Canaan Downs                        | Takaka                          |
|                  | Denize Bluffs                       | Mangaotaki                      |
|                  | Earnslaw Burn                       | Mount Aspiring National Park    |
|                  | Eweburn Station                     | Te Anau                         |
|                  | Greenstone Station                  | Greenstone                      |
|                  | Harwoods Hole                       | Takaka                          |
| Hobbiton         | Matamata                            | Waikato                         |
|                  | Miramar Peninsula                   | Wellington                      |
|                  | Ohuto Station                       | Ohakune                         |
|                  | Paradise                            | Otago                           |
|                  | Pelorus Bridge                      | Marlborough                     |
|                  | The Remarkables                     | Otago                           |
|                  | Rock and Pillar Range               | Otago                           |
|                  | Speargrass Flat                     | Otago                           |
|                  | Strath Taieri                       | Middlemarch                     |
|                  | Treble Cone Ski Resort              | Wanaka                          |
|                  | Turoa Ski Area                      | Mount Ruapehu                   |
|                  | Wanaka-Mt Aspiring Rd               | Wanaka                          |

### Technologie
De films werden opgenomen in 3D via Red One Epic camera’s. Volgens een productielogboek werden er 48 van deze camera’s gebruikt tijdens de productie.
In april 2011 maakte Jackson bekend dat de films opgenomen zouden worden in 48 beelden per seconde in plaats van de standaard 24. Verder werden de films opgenomen in een resolutie van 5K.

## Afbeeldingen

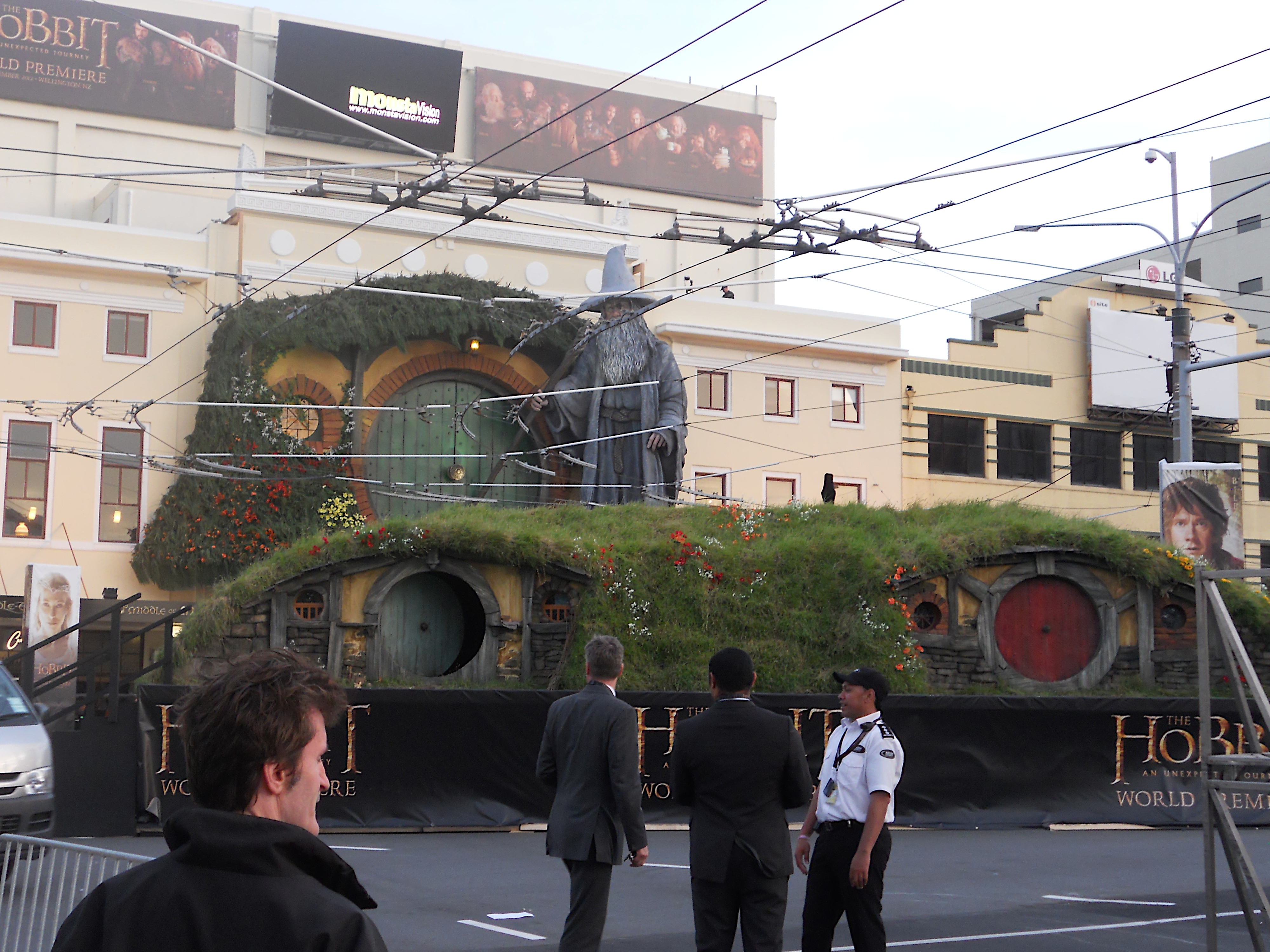
Première van de film in 2012.
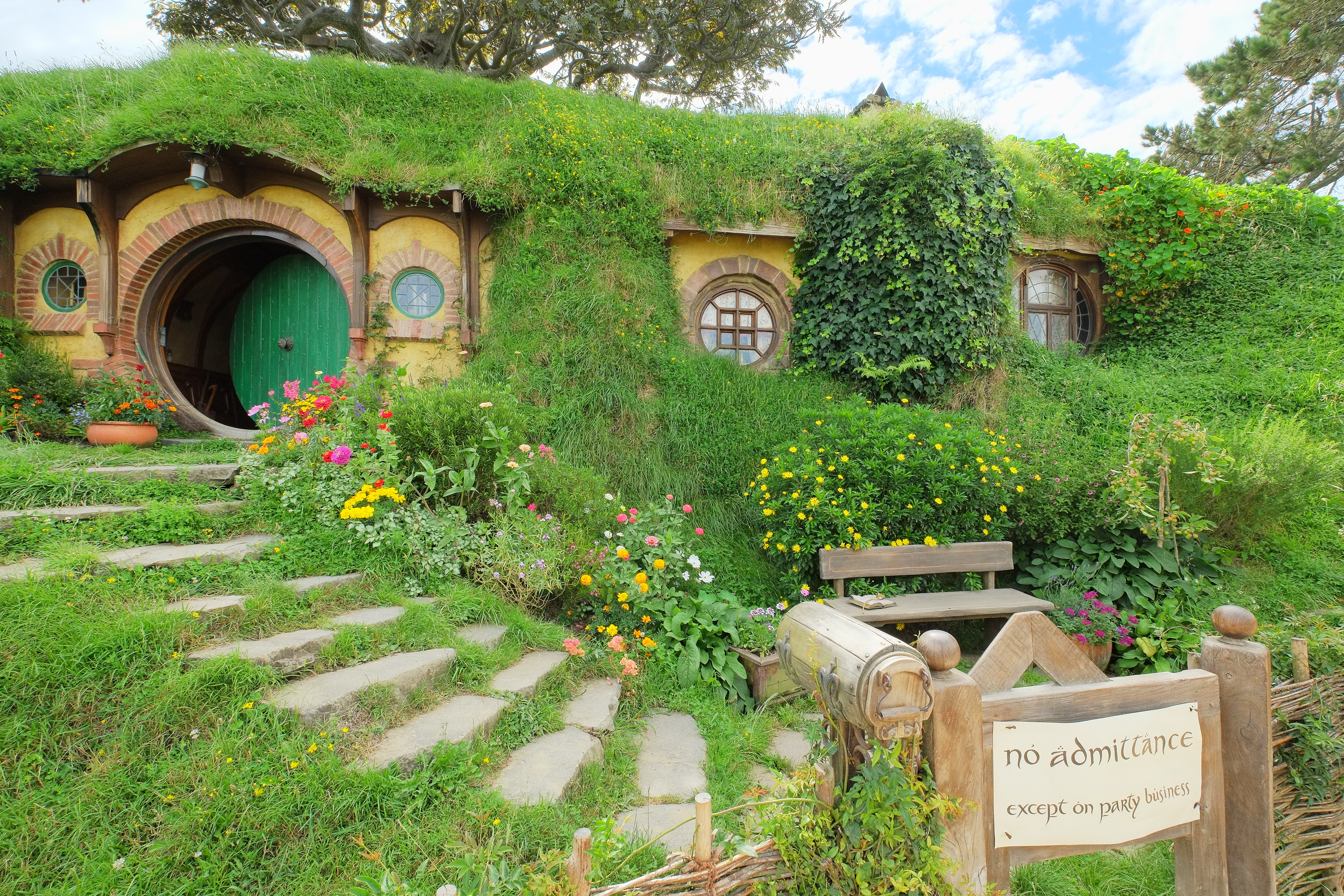
De woningen van de hobbits.
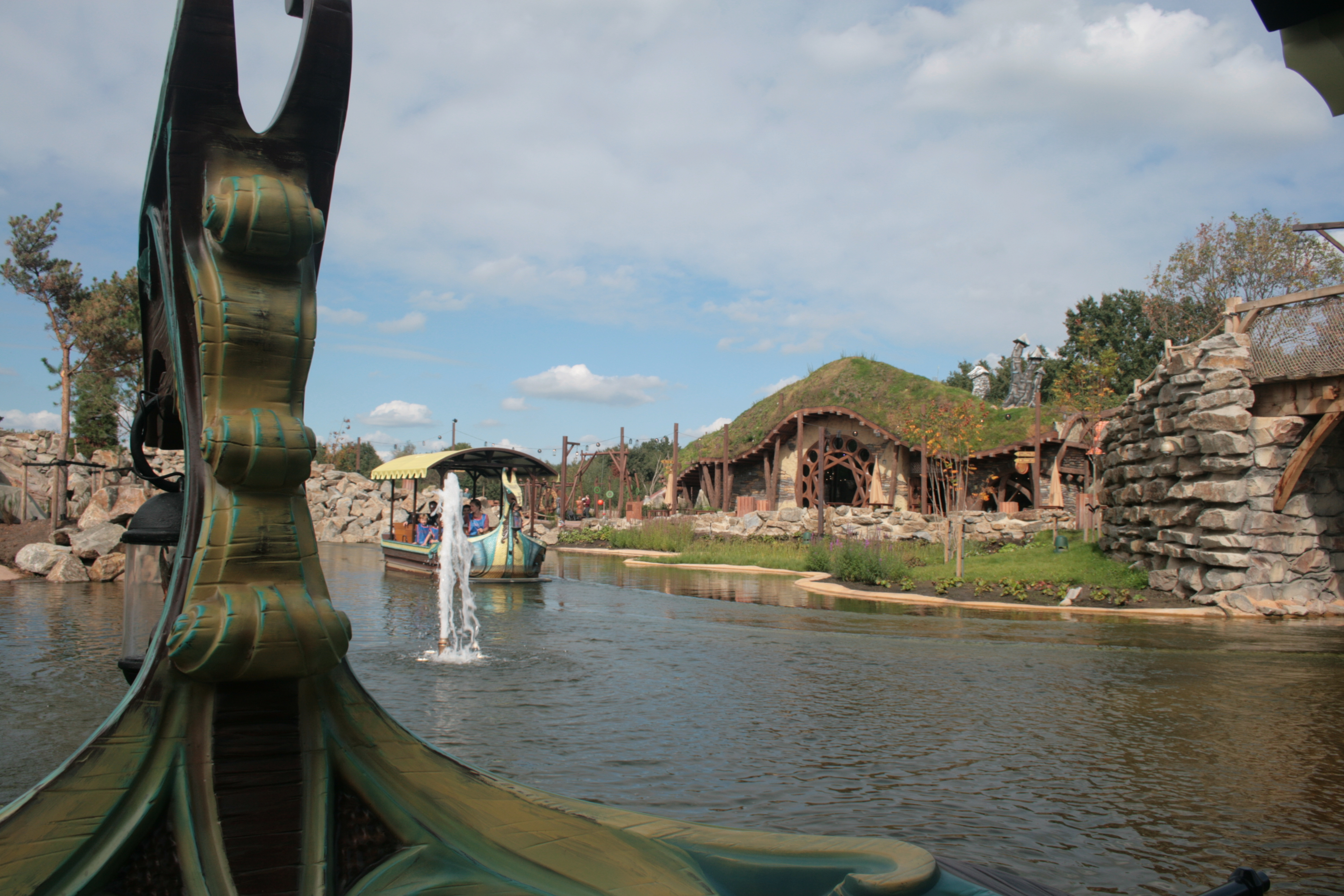
Het restaurant The Flaming Feather in Attractiepark Toverland is geïnspireerd op de woningen van de hobbits.